# Station Gryfino
Station Gryfino is een spoorwegstation in de Poolse plaats Gryfino.